# Asha'man
De Asha'man is fictieve groepering uit de fantasy-boekencyclus Het Rad des Tijds, geschreven door Robert Jordan. Deze serie gaat over vijf jonge mensen uit het vredige dorp Emondsveld die het middelpunt worden van een vernietigende reeks gebeurtenissen die de wereld veranderen.
De Asha'man is een groepering van mannelijke geleiders van de Ene Kracht. Zij zijn een belangrijk onderdeel binnen het leger van de Herrezen Draak Rhand Altor, en zijn opgericht als imitatie van de 'Honderd Gezellen' van Lews Therin Telamon. De Asha'man hebben hun thuisbasis op een oude boerderij, niet ver van Caemlin in Andor. Ze noemen deze thuisbasis de 'Zwarte Toren', als tegenhanger voor de Witte Toren waar de Aes Sedai resideren. De Asha'man zijn onderverdeeld in drie rangen: 'soldaat', 'toegewijde' – deze dragen een zilveren speld in de vorm van een zwaard op de kraag van hun zwarte jas – en 'Asha'man'; deze dragen een emaillen speld in de vorm van een draak en het zilveren zwaard. Ze staan onder leiding van de M'Hael (leider in de Oude Spraak).
De M'Hael Mazrim Taim was een van de valse draken die kort voor Rhands erkenning als de Herrezen Draak overal in de wereld verschenen. Hij is een zeer sterke geleider en houdt er een eigen agenda op na. Hij handelt vaak onafhankelijk, negeert de bevelen van de Herrezen Draak, en heeft de Asha'man in nieuwe rangen onderverdeeld. Taim handhaaft een zeer streng regime. Hij leert de Asha'man vooral hoe zij tegenstanders met de Ene Kracht kunnen doden. De Asha'man worden gebruikt als wapens in de strijd.
Het eerste optreden van de Asha'man was bij 'Dumais Bron'. Waar ze net op tijd verschenen om het leger Shaido-Aiel te verslaan. Deze dreigde zowel de Aes Sedai die Rhand Altor hadden ontvoerd, als het alliantie-leger van Perijn Aybara, te overrompelen. De Asha'man brachten de Shaido een verpletterende nederlaag toe en Rhand werd bevrijd. 'De slag bij Dumais Bron' ging de boeken in als een van de meest afschuwelijke sinds het 'Breken van de Wereld'.